# Grant Turner (piłkarz)
Grant Lawton Turner (ur. 7 października 1958, zm. 28 lutego 2023 w Taurandze) – nowozelandzki piłkarz, reprezentant kraju.

## Kariera klubowa
Karierę rozpoczął w 1977 w klubie Petong FC, w którym występował przez 3 lata na szczeblu Division 2. W 1980 został piłkarzem drużyny Gisborne City. Przez 2 lata występów w tej drużynie zagrał w 52 spotkaniach, w których strzelił 36 bramek. W 1982 zaliczył krótki epizod w australijskim South Melbourne FC. Dla drużyny z Melbourne zagrał w zaledwie 3 spotkaniach, ale pomógł wywalczyć puchar Victorian Ampol Night Soccer Cup.
Następnie powrócił do Gisborne City, w którym święcił swoje największe sukcesy w piłce klubowej. W 1984 zdobył wraz z klubem mistrzostwo New Zealand National Soccer League. Dwukrotnie zagrał w finale Chatham Cup w latach 1983 i 1984.
Sezon 1985 spędził w swoim macierzystym klubie Petong FC, po czym dołączył do ekipy Miramar Rangers. Przez 2 sezony w tej drużynie zanotował 23 występy, w których strzelił 11 bramek. Od 1988 był piłkarzem Wellington United, w którym rok później zakończył karierę piłkarską.
| Sezon | Klub               | Kraj          | Rozgrywki                          | Mecze | Bramki |
| ----- | ------------------ | ------------- | ---------------------------------- | ----- | ------ |
| 1977  | Petong FC          | Nowa Zelandia | Division 2                         | 15    | 12     |
| 1978  | Petong FC          | Nowa Zelandia | Division 2                         | 15    | 12     |
| 1979  | Petong FC          | Nowa Zelandia | Division 2                         | 16    | 15     |
| 1980  | Gisborne City      | Nowa Zelandia | New Zealand National Soccer League | 22    | 14     |
| 1981  | Gisborne City      | Nowa Zelandia | New Zealand National Soccer League | 21    | 13     |
| 1982  | Gisborne City      | Nowa Zelandia | New Zealand National Soccer League | 16    | 9      |
| 1982  | South Melbourne FC | Australia     |                                    | 3     | 0      |
| 1983  | Gisborne City      | Nowa Zelandia | New Zealand National Soccer League | 7     | 1      |
| 1984  | Gisborne City      | Nowa Zelandia | New Zealand National Soccer League | 20    | 12     |
| 1985  | Petong FC          | Nowa Zelandia | Division 2                         | 19    | 18     |
| 1986  | Miramar Rangers    | Nowa Zelandia | New Zealand National Soccer League | 17    | 10     |
| 1987  | Miramar Rangers    | Nowa Zelandia | New Zealand National Soccer League | 6     | 1      |
| 1988  | Wellington United  | Nowa Zelandia | New Zealand National Soccer League |       |        |
| 1989  | Wellington United  | Nowa Zelandia | New Zealand National Soccer League |       |        |

## Kariera reprezentacyjna
Turner w pierwszej reprezentacji zadebiutował 20 sierpnia 1980 w meczu przeciwko reprezentacji Meksyku, wygranym 4:0. Podczas eliminacji do Mundialu 1982 strzelił aż 12 bramek, czym mocno przyczynił się do awansu Nowej Zelandii na turniej finałowy.
W 1982 został powołany przez trenera Johna Adsheada na Mistrzostwa Świata 1982, gdzie reprezentacja Nowej Zelandii odpadła w fazie grupowej, a Turner nie zagrał w żadnym ze spotkań. Po raz ostatni w reprezentacji zagrał 27 marca 1988 w meczu eliminacji do Igrzysk Olimpijskich 1988 przeciwko Izraelowi, przegranym 0:1. Łącznie Grant Turner w latach 1980–1988 wystąpił w 42 spotkaniach reprezentacji Nowej Zelandii, w których strzelił 19 bramek.
| Mecze i gole w reprezentacji | Mecze i gole w reprezentacji | Mecze i gole w reprezentacji | Mecze i gole w reprezentacji | Mecze i gole w reprezentacji | Mecze i gole w reprezentacji | Mecze i gole w reprezentacji |
| #                            | Data                         | Miasto                       | Przeciwnik                   | Gol                          | Wynik                        | Rozgrywki                    |
| ---------------------------- | ---------------------------- | ---------------------------- | ---------------------------- | ---------------------------- | ---------------------------- | ---------------------------- |
| 1.                           | 20.08.1980                   | Auckland                     | Meksyk                       | Gol                          | 4:0                          | towarzyski                   |
| 2.                           | 15.09.1980                   | Vancouver                    | Kanada                       |                              | 0:4                          | towarzyski                   |
| 3.                           | 17.09.1980                   | Edmonton                     | Kanada                       |                              | 0:3                          | towarzyski                   |
| 4.                           | 25.04.1981                   | Auckland                     | Australia                    | Gol                          | 3:3                          | El. MŚ 1982                  |
| 5.                           | 03.05.1981                   | Ba                           | Fidżi                        | Gol · Gol · Gol              | 4:0                          | El. MŚ 1982                  |
| 6.                           | 11.05.1981                   | Dżakarta                     | Indonezja                    | Gol · Gol                    | 2:0                          | El. MŚ 1982                  |
| 7.                           | 16.05.1981                   | Sydney                       | Australia                    | Gol                          | 2:0                          | El. MŚ 1982                  |
| 8.                           | 23.05.1981                   | Auckland                     | Indonezja                    | Gol · Gol                    | 5:0                          | El. MŚ 1982                  |
| 9.                           | 30.05.1981                   | Auckland                     | Chińskie Tajpej              | Gol                          | 2:0                          | El. MŚ 1982                  |
| 10.                          | 16.08.1981                   | Auckland                     | Fidżi                        | Gol · Gol                    | 13:0                         | El. MŚ 1982                  |
| 11.                          | 24.09.1981                   | Pekin                        | Chiny                        |                              | 0:0                          | El. MŚ 1982                  |
| 12.                          | 03.10.1981                   | Auckland                     | Chiny                        |                              | 1:0                          | El. MŚ 1982                  |
| 13.                          | 10.10.1981                   | Auckland                     | Kuwejt                       |                              | 1:2                          | El. MŚ 1982                  |
| 14.                          | 28.11.1981                   | Auckland                     | Arabia Saudyjska             |                              | 2:2                          | El. MŚ 1982                  |
| 15.                          | 14.12.1981                   | Kuwejt                       | Kuwejt                       |                              | 2:2                          | El. MŚ 1982                  |
| 16.                          | 10.01.1982                   | Singapur                     | Chiny                        |                              | 2:1                          | El. MŚ 1982                  |
| 17.                          | 22.02.1983                   | Auckland                     | Australia                    |                              | 2:1                          | towarzyski                   |
| 18.                          | 27.02.1983                   | Melbourne                    | Australia                    |                              | 2:0                          | towarzyski                   |
| 19.                          | 07.06.1983                   | Seul                         | Ghana                        | Gol                          | 2:0                          | towarzyski                   |
| 20.                          | 09.06.1983                   | Daegu                        | Sudan                        |                              | 1:1                          | towarzyski                   |
| 21.                          | 16.08.1983                   | Suva                         | Fidżi                        |                              | 0:2                          | towarzyski                   |
| 22.                          | 18.08.1983                   | Nadi                         | Fidżi                        |                              | 1:0                          | towarzyski                   |
| 23.                          | 25.09.1983                   | Auckland                     | Japonia                      |                              | 3:1                          | El. IO 1984                  |
| 24.                          | 01.10.1983                   | Auckland                     | Chińskie Tajpej              | Gol                          | 2:0                          | El. IO 1984                  |
| 25.                          | 07.10.1983                   | Tokio                        | Japonia                      |                              | 1:0                          | El. IO 1984                  |
| 26.                          | 12.10.1983                   | Tajpej                       | Chińskie Tajpej              |                              | 1:1                          | El. IO 1984                  |
| 27.                          | 31.03.1984                   | Wellington                   | Malezja                      | Gol                          | 2:0                          | towarzyski                   |
| 28.                          | 03.04.1984                   | Christchurch                 | Malezja                      | Gol                          | 6:1                          | towarzyski                   |
| 29.                          | 08.05.1984                   | Auckland                     | Malezja                      |                              | 0:0                          | towarzyski                   |
| 30.                          | 15.04.1984                   | Singapur                     | Arabia Saudyjska             |                              | 1:3                          | El. IO 1984                  |
| 31.                          | 18.10.1984                   | Lautoka                      | Fidżi                        |                              | 2:1                          | towarzyski                   |
| 32.                          | 20.10.1984                   | Suva                         | Fidżi                        |                              | 1:1                          | towarzyski                   |
| 33.                          | 21.09.1985                   | Auckland                     | Australia                    |                              | 0:0                          | El. MŚ 1986                  |
| 34.                          | 05.10.1985                   | Auckland                     | Chińskie Tajpej              |                              | 5:1                          | El. MŚ 1986                  |
| 35.                          | 12.10.1985                   | Christchurch                 | Chińskie Tajpej              | Gol · Gol                    | 5:0                          | El. MŚ 1986                  |
| 36.                          | 26.10.1985                   | Auckland                     | Izrael                       |                              | 3:1                          | El. MŚ 1986                  |
| 37.                          | 03.11.1985                   | Sydney                       | Australia                    |                              | 0:2                          | El. MŚ 1986                  |
| 38.                          | 25.10.1986                   | Auckland                     | Australia                    |                              | 1:1                          | towarzyski                   |
| 39.                          | 06.03.1988                   | Melbourne                    | Chińskie Tajpej              |                              | 1:0                          | El. IO 1988                  |
| 40.                          | 09.03.1988                   | Adelajda                     | Izrael                       |                              | 0:2                          | El. IO 1988                  |
| 41.                          | 23.03.1988                   | Wellington                   | Australia                    |                              | 1:1                          | El. IO 1988                  |
| 42.                          | 27.03.1988                   | Auckland                     | Izrael                       |                              | 0:1                          | El. IO 1988                  |

## Sukcesy
Gisborne City
- New Zealand National Soccer League (1): 1984
- Finał Chatham Cup (2): 1983, 1984

South Melbourne FC
- Puchar Victorian Ampol Night Soccer Cup (1): 1982